# Rilettius patrius
Rilettius patrius is een keversoort uit de familie snoerhalskevers (Anthicidae). De wetenschappelijke naam van de soort is voor het eerst geldig gepubliceerd in 1964 door Abdullah.